# Redgrave and Lopham Fen
Redgrave and Lopham Fen är ett naturreservat i Storbritannien.   Det ligger i riksdelen England, i den sydöstra delen av landet, 120 km nordost om huvudstaden London. Arean är 1,3 kvadratkilometer.